# Aeroportul Internațional Windsor
Aeroportul Internațional Windsor (IATA: YQG, ICAO: CYQG) este un aeroport din Ontario, Canada ce deservește zona Windsor. Aeroportul a fost tranzitat în 2021 de 61.629 de pasageri. A fost numit după zona deservită.
Situat la o altitudine de 190 m, aeroportul dispune de o singură pistă.